# Абдурасулов, Мамаджан
Мамаджан Абдурасулов (узб. Mamajon Abdurasulov; 1927—?) — узбекский, советский учитель. Народный учитель СССР (1981).

## Биография
Мамаджан Абдурасулов родился в 1927 году в Шахриханском районе Узбекистана.
Окончил Андижанское педагогическое училище, в 1969 — факультет методологии начального образования Ферганского педагогического института (заочное отделение).
С 1950 года — учитель начальных классов средней школы №41 им. М. Горького Шахриханского района Андижанской области Узбекской ССР. За более чем 40 лет работы его метод повышения уровня образования путём поощрения детей стал популярным в Узбекистане и других странах.

## Звания и награды
- Заслуженный учитель Узбекской ССР (1976)
- Народный учитель СССР (1981)